# هاوکر تامتیت
هاوکر تامتیت (به انگلیسی: Hawker Tomtit) یک هواپیمای ساختِ کارخانهٔ هاوکر ایرکرفت در کشور بریتانیا است. این هواپیما برای نخستین بار در ۱ نوامبر ۱۹۲۸ میلادی مورد استفاده قرار گرفت.